# Unterschenkelprothese

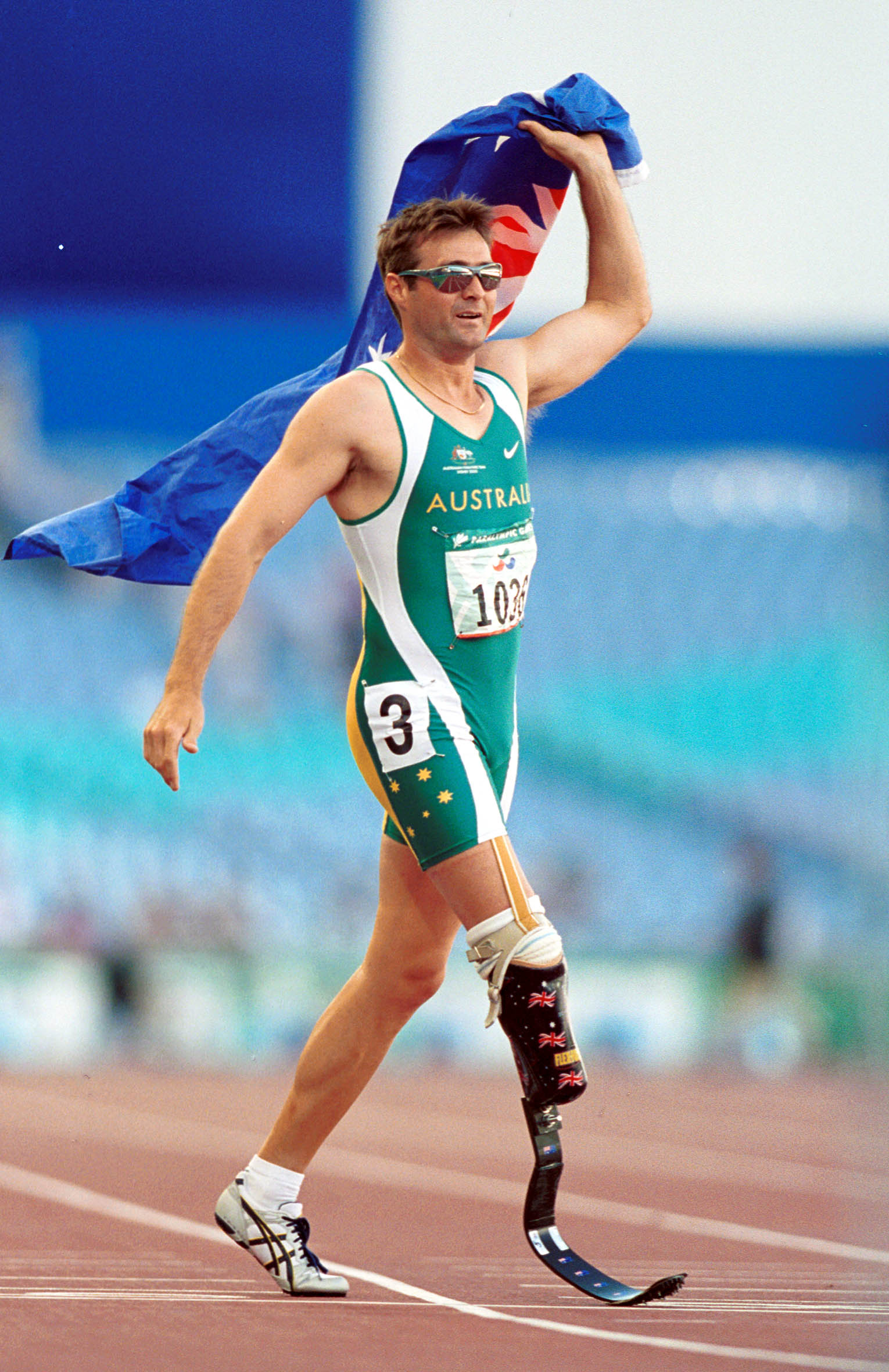
Athlet mit Unterschenkelprothese

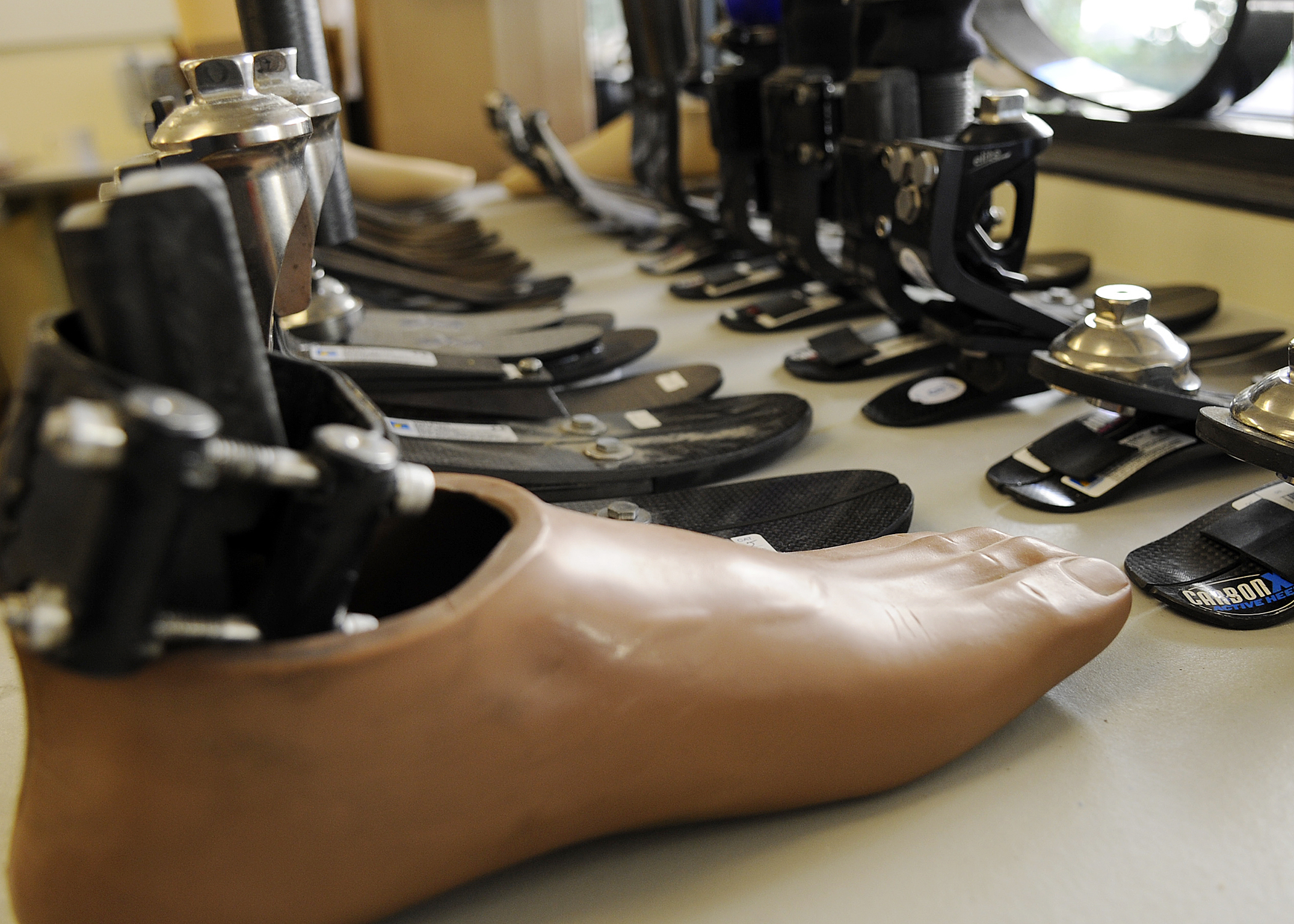
Ein Fußpassteil für eine Prothese

Als Unterschenkelprothese bezeichnet man ein Körperersatzstück, welches nach einer Amputation des Beines unterhalb des Kniegelenkes zum Einsatz kommt. Da sich dieser Prothesentyp außerhalb des Körpers befindet, zählt man sie zu den Exoprothesen.

## Funktionsweise
Unterschenkelprothesen bestehen aus einem Schaft, einem Rohrskelett, einem Fuß und der Kosmetik, welche (wie es schon Hermann Joseph Brünninghausen am Anfang des 19. Jahrhunderts praktizierte) der Form des erhaltenen Beines angepasst wird. Es gibt auch Prothesen, bei denen das Rohrskelett durch eine Hartschale (aus GFK/KFK) ersetzt wird, beispielsweise bei Badeprothesen. Auch kommen bei manchen Prothesen sog. Oberhülsen zum Einsatz, welche mit einem Gelenk mit dem Schaft verbunden sind, oftmals bei sehr kurzen Stümpfen um den Halt zu verbessern. Allen gemein ist jedoch die Form der Lastübertragung. Genutzt werden dafür druckunempfindliche Stellen am Stumpf. Hierzu zählen das Patellaband, das Stumpfende, Teile des Schienbeines, die Struktur zwischen Schien- und Wadenbein und der hintere muskuläre Teil des Stumpfes.
Besonders druckempfindliche Stellen werden entlastet. Dazu zählen die Knochenenden von Schien- und Wadenbein und das Wadenbeinköpfchen.

## Prothesentypen
Unterschenkelprothesen können in unterschiedlicher Weise klassifiziert werden. Die Erste ist die Einteilung nach der Befestigung am Stumpf:
- mit Vakuumsystem (aktiv oder passiv)
- mit Verschlussmechanismus (Shuttle-Lock oder Clutch-Lock)
- mit Zweischaftsystem (Weichwandinnenschaft und Hartschaft)

Die zweite Einteilung erfolgt nach dem Schaftsystem:
- Unterschenkelprothese mit Oberhülse
- PTB-Prothese
- Kondylenbettung Münster
- Prothese tibiale Kegel
- PTS-Prothese

Eine dritte Einteilung erfolgt nach dem Einsatzzeitpunkt von Prothesen. Die sog. Interimsprothesen, die einige Tage oder Wochen nach der Amputation zum Einsatz kommen, sind einfach konstruiert und werden nur für einen kurzen Zeitraum getragen, da sich das Stumpfvolumen postoperativ sehr schnell verändert. Nach ca. 3–6 Monaten werden die Interimsprothesen dann durch Definitivprothesen ersetzt, welche wesentlich stabiler sind, über einen längeren Zeitraum getragen werden und mit einer kosmetischen Verkleidung ausgestattet sind.

## Bauteile
Unterschenkelprothesen bestehen aus einem vom Orthopädietechniker individuell gefertigten Schaft, einem Schaftadapter, einem Rohradapter, einem Rohr und einem Fußpassteil. Die Bestandteile einer Prothese werden in Abhängigkeit vom Aktivitätsgrad und dem Gewicht auf jeden Patienten individuell abgestimmt.  